# 小行星3287
小行星3287（英語：3287 Olmstead）是一颗围绕太阳公转的小行星。1981年2月28日，舒爾特·巴斯在赛丁泉山发现了此天体。
这颗小行星的绝对星等为95.80480等。